# Erhard Krause
Erhard Krause (* 1910 oder 1911; † nach 1943) war ein deutscher Jazz- und Unterhaltungsmusiker (Posaune).

## Leben und Wirken
Krause stammte aus einer Musikerfamilie; auch sein Großvater und Vater spielten Posaune. Erste Plattenaufnahmen entstanden 1933 mit Robert Renard mit seinem Instrumentalia Tanz Orchester unter Leitung von Otto Dobrindt. In den 1930er-Jahren arbeitete er in den Tanz- und Unterhaltungsorchestern von Kurt Engel, Otto Stenzel, Teddy Stauffer, Peter Kreuder, Will Glahé, Erwin Steinbacher, Franz Thon und Ernst Weiland. Er war ab 1934 Mitglied der Studioband Die Goldene Sieben. In den Kriegsjahren spielte er in den Studiobands von Willy Berking, Albert Vossen, Hans Rehmstedt und Henk Bruyns, ferner im Deutschen Tanz- und Unterhaltungsorchester. Im Bereich des Jazz war er von 1933 bis 1944 an 122 Aufnahmesessions beteiligt, zuletzt kurz vor Kriegsende in Prag mit dem Orchester von Willi Stech („Powerhouse“).